# Air Samarkand
Air Samarkand — узбекистанская авиакомпания, основанная в апреле 2022 года и впервые представленная публике 13 декабря 2022 года. Авиакомпания базируется в международном аэропорту Самарканд. Сертификат эксплуатанта компания получила в декабре 2023 года, и 29 декабря выполнила первый коммерческий рейс по маршруту Самарканд—Стамбул.

## Маршрутная сеть
По состоянию на апрель 2024 года, Air Samarkand выполняет регулярные рейсы дважды в неделю в Стамбул на самолете Airbus A321neo, а также чартерные рейсы в Нячанг / Камрань (Вьетнам), Денпасар (Бали, Индонезия) и Пхукет (Таиланд) на самолете Airbus A330-300 вместимостью 36 пассажиров в бизнес-классе и 277 в эконом-классе. Ранее авиакомпания выполняла рейсы в Стамбул и Дели по заказам компаний из Узбекистана.
- Самарканд — Стамбул
- Самарканд — Дели
- Самарканд — Нячанг
- Самарканд — Денпасар
- Самарканд — Пхукет
- Самарканд — Тель-Авив[2]
- Прочие направления

## Флот
- Airbus A330-300 (Самолет получен 2 ноября 2023 года)
- Airbus A321-200 (Самолет получен 11 ноября 2023 года)
- Airbus A321neo (Самолет получен 16 февраля 2024 года)